# Linaria thibetica
Linaria thibetica là một loài thực vật có hoa trong họ Mã đề. Loài này được Franch. mô tả khoa học đầu tiên năm 1900.